# Ahmose I
Ahmose I (także Amosis, Amasis lub Ahmes, Jahmes) – faraon, władca starożytnego Egiptu, z XVIII dynastii, z początków Nowego Państwa. Syn Sekenenre Tao i królowej Ahhotep I, brat Kamose. Panował prawdopodobnie w latach od 1550 p.n.e. do 1525 p.n.e. Odziedziczył władzę w wieku około 10 lat, po śmierci swego brata.

## Działalność
Całe jego panowanie przebiegało pod znakiem zmagań o zjednoczenie Egiptu i wyzwolenie obszaru Delty spod władzy Hyksosów oraz przywrócenie wpływów Egiptu w Nubii i Kanaan.
W ciągu dwudziestu pięciu lat panowania dokończył dzieło zapoczątkowane przez swego ojca i brata. Dokonał zjednoczenia Egiptu i przywrócił jego znaczenie w stosunkach międzynarodowych do stanu, co najmniej z czasów końca Średniego Państwa, stając się założycielem nowej, XVIII dynastii i dając początek epoce, w której później Egipt osiągnął szczyt swej potęgi za czasów Imperium – epoki Tutmozydów i Ramessydów. Prawdopodobnie w 11 roku swego panowania (według analiz matematycznego papirusu Rhinda) zdobył Heliopolis i Sile, a wkrótce później Awaris – stolicę Hyksosów. Po wyparciu ich z Delty podjął wysiłek zjednoczenia i reorganizacji państwa, opierając się głównie, a w zasadzie jedynie, na wsparciu swych rdzennych środowisk tebańskich, nie przywracając do władzy starych rodów, odsuniętych od niej za czasów XII dynastii.
Jego działalność budowlana objawiała się głównie w obrębie świątyni Amona w Karnaku i świątyni Montu w Armant. W Karnaku odnaleziono kilka steli szczegółowo opisujących działalność Ahmose, z których dwie przedstawiają go jako dobroczyńcę świątyni. Na jednej z nich znanej jako „Stela Burz” został przedstawiony jako ten, który odbudował piramidy swoich poprzedników w Tebach zniszczone przez potężną burzę. W Abydos rozkazał wznieść dwa cenotafy – jeden dla siebie (prawdopodobnie w formie piramidy, którego pozostałości przebadała 1993 roku ekspedycja sponsorowana przez Pennsylvania-Yale Institute of Fine Arts), a drugi dla swej babki – Tetiszeri, która dożyła panowania swego wnuka i otaczana była czcią i kultem, uważana za jedną z założycielek XVIII dynastii. W 22 roku panowania dokonał inauguracji kamieniołomów w Tura, skąd czerpano surowiec do budów świątyni Ptaha w Memfis oraz świątyni w Luksorze.

## Związki rodzinne
W życiu Ahmose ważną rolę odegrały trzy kobiety: wspomniana już babka – Tetiszeri, matka – Ahhotep, zmarła między 16 a 22 rokiem panowania, prawdopodobna regentka w czasach nieletniego syna oraz żona (jednocześnie siostra) – Ahmes-Nefertari, z którą miał kilkanaścioro dzieci.
Na uwagę zasługują:
- Meritamon – najstarsza córka, przyszła żona Amenhotepa I.
- Satamon – druga córka.
- Amenhotep I – następca, przyszły faraon.
- Ahhotep II – trzecia córka – przyszła żona Amenhotepa I.
- Ahmes Sipair – syn, następca tronu, zmarły nie osiągnąwszy sukcesji.

jak również:
- Tair – córka drugiej żony, Kasmut.

Ahmes-Nefertari przeżyła Ahmose, jak również jego następcę, swego syna – Amenhotepa I. Zmarła prawdopodobnie w pierwszym roku panowania Totmesa I. Otaczana była kultem aż do czasów Herhora – czyli końca XX dynastii. Po śmierci Ahmose sprawowała regencję w imieniu nieletniego syna – Amenhotepa I.
Ahmose pochowany został w królewskiej nekropoli w Dra Abu al Naga, a miejscem jego kultu stał się cenotaf w Abydos. Mumię króla odnaleziono w skrytce DB-320 w Deir el-Bahari.

## Tytulatura
Jego nomen tłumaczy się jako „Księżyc-się-narodził”:
|             |     |   |
| \| \| \| \| |     |   |
|             |     |   |
| N12         | F31 | s |

| N12 | F31 | s |

|             |     |   |
| \| \| \| \| |     |   |
|             |     |   |
| N12         | F31 | s |

| N12 | F31 | s |

Po wstąpieniu na tron przyjął imię koronacyjne – prenomen – Neb-pehty-Re / Nebpehtire, co tłumaczy się jako „Re jest panem potęgi”:
|             |    |       |
| \| \| \| \| |    |       |
|             |    |       |
| N5 · nb     | F9 | t · t |

| N5 · nb | F9 | t · t |

|             |    |       |
| \| \| \| \| |    |       |
|             |    |       |
| N5 · nb     | F9 | t · t |

| N5 · nb | F9 | t · t |

Znana jest bardzo obszerna tytulatura tego władcy, a jego imiona pojawiają się w różnych wariantach zależnie od źródła. U Manetona wymieniany jest jako Amosis, u Diodora jako Amasis.